# 伍索山
65°15′S 64°15′W / 65.250°S 64.250°W
伍索山是南極洲的山峰，位於威廉群島中阿根廷群島的加林德斯島中部，由英國探險隊繪入地圖，現時由南極條約體系管理。